# Estación de Montemor-o-Novo
La Estación Ferroviaria de Montemor-o-Novo, también conocida por Estación de Montemor-o-Novo, es una antigua plataforma del Ramal de Montemor, que servía a la localidad con el mismo nombre, en el Distrito de Évora, en Portugal.

## Características y servicios
Esta plataforma se encuentra desactivada del servicio desde el año 1988.

## Historia
Entró en servicio el 2 de septiembre de 1909, junto con el resto del Ramal de Montemor.
En 1988, el Ramal fue cerrado, siendo la estación retirada del servicio. En mayo de 2005, el edificio de la Estación se encontraba en buen estado de conservación.
- Wikimedia Commons alberga una categoría multimedia sobre Estación de Montemor-o-Novo.